# Rhinoclavis aspera
Rhinoclavis aspera is een slakkensoort uit de familie Cerithiidae. De wetenschappelijke naam werd gepubliceerd in 1758 door Carl Linnaeus in de tiende editie van Systema naturae.